# Animal Free Research UK
Animal Free Research UK (AFRUK) — колишній фонд Dr Hadwen Trust, є благодійною організацією з медичних досліджень у Великій Британії, яка фінансує та просуває методи експериментів, не пов'язані з тестуванням на тваринах, щоб замінити експерименти на тваринах. 

## Історія
Заснована 1970 року, Animal Free Research UK розвиває достовірні та надійні способи досліджень що не пов'язані з тестуванням на тваринах.
Спочатку була зареєстрована в Комісії з питань благодійності як благодійна організація під номером 261096 як Dr Hadwen Trust. 2013 року перереєструвалася як благодійна компанія (номер благодійної організації 1146896). 2015 року Dr Hadwen Trust була зареєстрована як благодійна організація в Шотландії (SC045327). У квітні 2017 року змінила свою робочу назву з Dr Hadwen Trust на Animal Free Research UK.
Animal Free Research UK популяризує практику досліджень, не пов'язаних із тваринами завдяки фінансуванню, створенню публікацій, охопленню наукової спільноти та ЗМІ.

## Дослідження
Проєкти, які фінансуються з Dr. Hadwen Trust, варіюються від епілепсії, розсіяного склерозу, раку молочної залози, раку шкіри, менінгіту, астми, діабету, тестування на наркотики та до артриту, хвороби Паркінсона, ушкоджень легенів, кашлюку, тестування вакцин, стоматологіяї, хвороб серця, тропічних хвороб, розвитку плода, пухлин головного мозку та СНІДу.
Підтримка відбувається завдяки літнім програмам студентів, аспірантам, постдокторантам та стратегічним грантам.